# Moussoulens
Moussoulens – miejscowość i gmina we Francji, w regionie Oksytania, w departamencie Aude.
Według danych na rok 1990 gminę zamieszkiwały 613 osoby, a gęstość zaludnienia wynosiła 31 osób/km² (wśród 1545 gmin Langwedocji-Roussillon Moussoulens plasuje się na 464. miejscu pod względem liczby ludności, natomiast pod względem powierzchni na miejscu 386.).